# Por amar sin ley
A Por amar sin ley (Törvénytelenül szeretni) egy mexikói telenovella, amit a Televisa készített 2018 és 2019 között. Producere José Alberto Castro. Az első évad főszereplői Ana Brenda Contreras, David Zepeda és Julián Gil voltak.
2018. május 10.-én jelentették be, hogy a sorozat második évadát 2018. június 11.-től forgatják és sugározzák, emellett megjelenik Kimberly Dos Ramos, aki a távozó Ana Brenda Contreras után tölti be az egyik főszerepet.

## Történet
A történet középpontjában a Vega és Társai ügyvédi iroda áll, ahol család- és büntetőjogi ügyvédek dolgoznak. Ricardo Bustamante (David Zepeda) és Alejandra Ponce (Ana Brenda Contreras) annak ellenére, hogy mindketten számos szerelmi csalódást éltek át, és hogy úgy tűnik számukra, hogy ebben a világban a szerelem elvesztette erejét, még mindig bíznak, hogy megtalálják az igaz szerelmet. Amikor Alejandra épp házasodni készül az ügyvéd Carlos Ibarrával (Julián Gil), a vőlegényét letartóztatják. Carlost egy sztriptíztáncos megölésével vádolják, aki azon a szórakozóhelyen dolgozott, ahol előző este legénybúcsút tartott. Még az is kiderül, hogy Carlos ezzel a táncosnővel csalta meg, így az addigi világa összeomlott Alejandrának. Más felől Ricardo épp válófélben van feleségétől, Elena Fernándéztől (Geraldine Bazán), aki hűtlen volt vele.
Magánéleti gondjaik ellenére a munkájukra kell koncentrálniuk. Közben közel kerülnek egymáshoz, ám mikor Alejandra vőlegénye, Carlos szabad lesz, akkor minden megváltozik.

## Szereposztás
- Ana Brenda Contreras - Alejandra Ponce Ruiz[1][2]
- David Zepeda - Ricardo Bustamante[3]
- Julián Gil - Carlos Ibarra
- José María Torre - Roberto Morelli
- Sergio Basañez - Gustavo Soto[4]
- Altaír Jarabo - Victoria Escalante[4]
- Guillermo García Cantú - Alonso Vega
- Pablo Valentín - Benjamín Acosta
- Ilithya Manzanilla - Olivia Suárez[4]
- Geraldine Bazán - Elena Fernández
- Moisés Arizmendi - Alan Páez
- Manuel Balbi - Leonardo Morán
- Víctor García - Juan López
- Eva Cedeño - Leticia Jara[4]
- Azela Robinson - Paula Ruiz
- Roberto Ballesteros - Jaime Ponce
- Leticia Perdigón - Susana de López
- Issabela Camil - Isabel Palacios
- Arlette Pacheco - Carmen Martínez
- Magda Karina - Sonia Reyes (Ministerio Público)
- Nataly Umaña - Tatiana Medina
- Lourdes Munguía - Lourdes Perdigón
- Polly - Alicia Rodríguez
- Daniela Álvarez - Fernanda "Fer" Álvarez
- Karime Yaber - Natalia Guzmán Fernández
- Yamil Yaber - Federico Guzmán Fernández
- Kimberly Dos Ramos - Sofía Alcocer[5]
- Amairani - Karina de Acosta
- Mateo Camacho - Luis "Luisito" Soto Palacios
- Macaria - Marcia Muñiz
- Alejandro Ávila - Álvaro Domínguez
- Isaura Espinoza - Juez Alina Miranda
- Marco Muñoz - Sr. Ojeda
- Sofía Castro - Nora Ramos
- Martha Julia - Denise Fernández
- Aleida Núñez - Milena Téllez
- Renata Notni - Sol García
- Carmen Becerra - Ligia Cervantes
- Harry Geithner - Jorge García
- Daniela Luján - Valeria Zamudio de Ocampo
- Luis Romano - Fabián Ocampo
- Raquel Olmedo - Astrid Domínguez
- Claudia Troyo - Marcela Quiroz de Pérez
- Pilar Ixquic Mata - Laura
- Jorge Ortín - Lic. Ministerio Público
- María José Magán - Ana María
- Alex Sirvent - Arturo Hernández / Edgar Cardozo[4]
- José Ron - Ramón Valdez[6]
- María José - Patricia Linares
- Daniel Ducoing - Pedro Chávez Olmos
- Eugenio Cobo - Abogado de Pedro
- Alfredo Adame - Hugo Arteaga
- Alejandro Tommasi - Nicolás Morelli
- Ricardo Guerra - Edwin
- Juan Carlos Nava - Tomás Torres Martínez
- Andrea Ortega - Rosita
- Jacqueline Andere - Virginia Ávalos
- Ernesto Gómez Cruz - Plutarco Domínguez
- Luz María Jerez - Pilar Huerta
- Michel López - Vicente Iturbide
- Gina Pedret - Gilda Balderas
- Ana Lorena Elorduy - Imelda Huerta
- Aarón Villarreal - Eugenio Huerta
- Diego Otero - Claudio
- Efrén Rayero - Efrén
- Carlo Guerra - Luis
- Humberto Blizzard
- Jaime Estrada - Abogado
- Luis Gatica - Fausto Olivera
- José Carlos Ruiz - Armando
- Ana Patricia Rojo - Lina Ávalos
- Andrea Torre - Nuria Guzmán
- Toño Mauri - Dr. Ávalos
- Lisette Morelos - Mariana
- Jesús Ochoa - Taxista
- Paty Díaz - Sara Hernández
- Francisco Gattorno - Damián Álvarez
- Flora Fernández - Jueza
- Daniel Rascón - El Gato
- Claudia Acosta - Florentina Garrido
- José Elías Moreno - Joel Muñiz[7]
- Ernesto D'Alessio - Agustín Tejeda
- Margarita Magaña - Lorenza Ceballos
- Axel Otero - Eduardo "Lalo" Tejeda
- Zaide Silvia Gutiérrez - Silvia
- Ricardo Kleinbaum - Guillermo González
- Axel Ricco - Aureliano Martínez "El Ciego"
- Homero Ferruzca - Juan José Durán
- Jorge Richards - Abogado "Fragancias Eco"
- Teré Pave - Jueza
- Pía Sanz - Giselle Salas
- Jackie Sauza - Diana Salas
- Sergio Zaldívar - Abogado Ministerio Público
- Fabián Robles - Sr. Pérez
- Eduardo Carbajal - César Muñiz
- Estefanía Romero - Lizbeth Herrera
- Andrea Guerrero - Adela Zárate
- Lía Ferré - Carolina Ruiz
- Carlos Bisdikian - Armando Ruiz
- Rodrigo Giménez - Miguel Carvajal
- María Andrea Araujo - Ileana Gallardo
- Mauricio García-Muela - René Escobedo
- Yurem Rojas - Francisco Arteaga
- José Miguel Pérez - Octavio Gotel "Tavo"
- Gabo Ornelas - Manuel Vidal
- Alejandro Peniche - Aarón Peralta
- Alejandra Zaid - Alexa Arteaga
- Roberto Montiel - Abogado de Octavio
- Abraham Ramos - Abogado Ornelas
- Juan Carlos Barreto - Jacinto Dorantes
- José Montini - Ramiro Dorantes
- Ramsés Alemán - Adrián Marín / Abraham Montes / Armando Muñoz
- Paola Castillo - Aída
- Ana Carlin - Blanca
- Felipe Macías - Abogado
- Raúl Álvarez - Abogado Fuentes
- Gerardo Murguía - Genaro Arteaga
- Jorge de Marín - Abogado de Alberto
- Eduardo Marban - Said Muñiz
- Santiago Guerrero - Brian Pérez
- Germán Gutiérrez - Sr. Ramos
- Carlos Gatica - Rodrigo Ávalos
- Laura Carmine[6] - Berenice de Argudín
- Adal Ramones - Alberto Argudín[6]
- Danna García - Fanny Quiroz vda. de Valdez[6]
- Pedro Prieto - Alfonso[6]
- Joshua Gutiérrez - Fermín Díaz
- Raúl Magaña - Raúl Franco
- Eduardo Liñán - Juez Marrufo
- Diana Motta - Mía
- Diego Cornejo - El Pollo
- Gloria Aura - Inés
- Ricardo Fastlicht - Sr. Méndez
- David Ostrosky - Saúl Morales
- Sandra Beltrán - Julieta
- Jade Fraser - Rocío de Durán
- Carlos Barragán - Milena ügyvédje
- Gilberto Romo - Daniela Segura
- Alejandro Ibarra - Darío Durán
- Pepe Olivares - Gregorio Lara
- José Carlos Farrera - Gutiérrez
- Luis Xavier - Mauricio Gutiérrez
- Ricardo Vera - Juez
- Dobrina Cristeva - Jimena Beristain
- Natalia Juárez - Ana Torres Beristain "Anita"
- Nuria Bages - Cynthia
- Roberto Malta - Psiquiatra
- Francisco Díaz - Joaquín Leal
- Silvia Manríquez - Melina Manríquez
- Talía Marcela - Hilda Toledo
- Janette Vega - Szomszéd 1
- Martha Ortiz - Szomszéd 2
- Indra Duarte - Szomszéd 3
- Darwin Alberto - Szomszéd 4
- Daniel Ron - "Flaco"
- Gabriela Zamora - Guadalupe "Lupita"
- Óscar Bonfiglio- Octavio Guzmán
- Nora del Águila - Madre de Rocío
- Héctor Cruz - Papá de Rocío
- Amanda Libertad - Mónica
- Aitor Iturrioz - Óscar
- Gregorio Reséndiz - Abogado
- Roberto Sen - David
- Gilberto de Anda - Felipe
- Arsenio Campos - Gilberto
- Rafael Redondo - Doctor
- Mario Erosa - Bíró
- Fausto de Valdez - Bíró
- Terence Strickman - Ügynök
- Alberto Díaz - Ügynök
- Alfredo Alfonso - Bíró
- Juan Alejandro Ávila - Ügyvéd
- Estefanía Romero - Riporter
- Juan Sahagún - Juez
- Ricardo Manzur - Ügyész
- Teodoro Acosta - Bíró
- Paco Barrientos - Ügyész
- Rubén Herrera - Bíró "Válóperes ügyek"
- Martín Muñoz - Ügyész

## Érdekességek
- David Zepeda , Julián Gil, Jose Carlos Ruiz és Ana Brenda Contreras korábban már együtt szerepelt a Kettős játszmában.
- Julián Gil és Ana Brenda Contreras korábban már együtt szerepelt a Megkövült szívekben.
- José María Torre és Guillermo García Cantú korábban már együtt szerepelt a Betolakodóban, ahol testvéreket alakítottak.
- Nuria Bages, Lourdes Munguía és Toño Mauri korábban már együtt szerepelt a Titkok és szerelmekben.
- Nuria Bages, Azela Robinson és Paty Díaz korábban már együtt szerepelt Paula és Paulinaban.
- Margarita Magaña és Lourdes Munguía korábban már együtt szerepelt a Szeretni bolondulásigban és az Időtlen szerelemben.
- Francisco Gattorno és Paty Díaz korábban már együtt szerepelt az 1995-ös La dueña sorozatban, a Riválisok eredeti változatában.
- Ana Patricia Rojo, Ana Brenda Contreras, José Carlos Ruiz és Lisette Morelos korábban már együtt szerepelt Maricruzban.
- Ana Patricia Rojo és Ana Brenda Contreras korábban már együtt szerepelt A sors útjaiban.
- Ana Patricia Rojo és Abraham Ramos korábban együtt szerepelt az Árva angyalban.
- Azela Robinson és Alejandro Tommasi korábban már együtt szerepelt Az Ősforrásban, ahol az első részben szeretők voltak.
- Jacqueline Andere és Guillermo García Cantú  korábban már együtt szerepelt a Mostohában, ahol mindketten a főgonosz szereplők voltak.

## Korábbi változat
- 2016-os kolumbiai La ley del corazón, amit az RCN készített, főszereplők: Luciano D' Alessandro és Laura Londoño.